# Władysław Dobrowolski
Władysław Dobrowolski (* 2. Januar 1896 in Będzin; † 25. Februar 1969 in Warschau) war ein polnischer Säbelfechter und Leichtathlet.

## Leben
Władysław Dobrowolski betätigte sich erst mit 35 Jahren ernsthafter im Fechtsport. So gewann er 1934 in Warschau bei den Weltmeisterschaften im Fechten mit der Mannschaft Bronze. Dreimal nahm er an Olympischen Spielen teil: 1924 startete er über 100 Meter und schied als Fünfter seines Vorlaufs aus. Elfmal wurde er über verschiedene Distanzen polnischer Meister in der Leichtathletik. Bei den Olympischen Spielen 1932 in Los Angeles zog er mit der Säbel-Mannschaft in die Finalrunde ein, in der Polen hinter Italien und Ungarn den dritten Platz belegte. Neben Dobrowolski gewannen Marian Suski, Leszek Lubicz, Adam Papée, Władysław Segda und Tadeusz Friedrich Bronze. 1936 verpasste er in Berlin mit der Mannschaft als Vierter knapp einen weiteren Medaillengewinn. Im Einzel schied er in der Vorrunde aus.
Dobrowolski kämpfte im Polnisch-Sowjetischen Krieg und schloss 1924 die Offiziersschule ab. Er erreichte mit dem Major seinen höchsten Rang. Im Zweiten Weltkrieg beteiligte er sich 1939 an der Verteidigung des Landes gegen die Wehrmacht beim Überfall auf Polen. Zeitweise war er in Gefangenschaft im Oflag X-B in Nienburg/Weser. Nach dem Krieg war er als Trainer und Manager im Sport aktiv und wurde 1957 der erste Präsident des polnischen Rennrodelverbandes. Außerdem schrieb er zahlreiche Sportbücher.
Sein Sohn war der Satiriker und Schauspieler Jerzy Dobrowolski.